# Макс Клінгер, Акорд
Макс Клінгер, Акорд — офорт, котрий створив німецький графік і скульптор Макс Клінгер і яким відкрив нотне видання «Фантазія Брамса» 1894 року.

## Незвичний цикл Клінгера
Все життя Макс Клінгер був пов'язаний з музикою і сам був піаністом. Як відомо, ще в роки навчання в Карлсруе став також відомим як піаніст-виконавець. Саме в музиці найбільш повно відбивалися сильні, пристрасні прагнення митця. Авторитетні для Макса Клінгера композитори стають для нього об'єктами художніх інтерпретацій в скульптурі. Серед творів Клінгера — монументи на честь Бетховена, Брамса, останнього скульптор полюбляв і виділяв серед інших. Свій монумент Бетховену митець взагалі подав як олімпійське божество на троні, а його техніка нагадувала хрисоелефантинну техніку скульптур стародавніх греків. Навіть неузгодженість декоративних частин монументу сприймалась сучасниками як сміливість митця-автора.
Він узявся створити величний монумент на честь композитора Ріхарда Вагнера, але нездоров'я і смерть не дозволили здійснити задум.
Незвичним, синтетичним за характером, повним контрастів і протиріч був і графічний цикл Клінгера до видання нот «Фантазія Брамса», що мало додаток «гравюри опус XII». Опус (твір)- зазвичай відносять до музичного, а не до графічного твору. Парадоксальність поєднання назв гравюра і опус і тут відбивала внутрішню неузгодженість прагнень митця — будь що поєднати образотворче з музичним, графічний цикл і ноти.
Макс Клінгер був пристрасним прихильником музики Брамса і навіть зробив декілька обкладинок до видань брамсових пісень. Цикл графічних творів цього разу був пов'язаний і з піснями, і з інструментальною музикою Брамса. Графік зробив усе від нього залежне, аби гравюри не сприймались красивим додатком до видання нот, а мали з ним єдине художнє ціле, це був незвичний, але реалізований друкарський комплекс.
Ноти видання мають супровід у вигляді заставок, віньєток та невеликих ілюстрацій. Низка пісень — це «Старе кохання», «Богемська пісня», «Ранок неділі», «Самотність в спепу», «А ні домівки, а ні батьківщини». І їх назви, і їх тексти сумні та трагічні, бо це розповіді про негаразди і втрати. Пісні подані упорядником Клінгером так, аби створити деякий сюжет, котрий розкриває думки автора про романтичне несприйняття реальності, про втрачене кохання, про набуту самотність і незгоду з усім цим. В ілюстраціях Клінгера подані романтичні пейзажі з горами, долинами, якимись замками. Переважають пейзажні мотиви нічні, утаємничені, в тривожному місячному освітленні. Персонажі, якщо вони є, сумні чи розгублені, занурені у власні невеселі думки. Вони тягнуться до чогось за межами аркуша і цього світу, але не поданого конкретно в гравюрі.

## «Акорд», опис
Музика і асоціативні картини, викликані нею, були також темами графічних творів Макса Клінгера. Їх хаотичні композиції особливо повно відтворені в графічних аркушах серії «Фантазія Брамса».
Дивацькою, штучно поєднаною із різних частин була і композиція аркушу «Акорд», де є високий концертний постамент з піаністом, з жінкою-музою і роялем, де є театральна завіса, арфа, неспокійне море з човном (мотив, відомий у Клінгера і за іншими серіями), гірський пейзаж із поховальним комплексом на узбережжі. Поховальний комплекс у Клінгера надто нагадує «Острів мертвих», художника Арнольда Бекліна, досить популярний твір в Європі кінця 19 ст. На сумний настрій аркуша впливають декілька різних компонентів. Але ноту повного відчаю зображенню надає міфічна постать Фавна, котрий виринув знизу і обійняв арфу наче як ще одне рятівне божество цього світу.